# Juliano Belletti
Juliano Haus Belletti (n. 20 iunie 1976, Cascavel, Brazilia) este un fost fotbalist brazilian care a jucat ultima dată la Fluminense. A marcat golul victoriei echipei FC Barcelona în finala Ligii Campionilor din 2006, în meciul cu Arsenal Londra.

## Cariera de fotbalist

### În Brazilia
Și-a început cariera la Cruzeiro în 1993. În 1995, s-a mutat la São Paulo unde a câștigat un post de titular. În 1999 a fost împrumutat la Atlético Mineiro unde a devenit vice-campion al Braziliei. În 2001 trebuia să ajungă la Valencia dar transferul nu s-a mai produs. A ajuns însă la Villareal CF în 2002. În 2004, după câteva meciuri bune făcute de Belletti, el a fost transferat de FC Barcelona unde a devenit prima opțiune pentru postul de fundaș dreapta.

### La FC Barcelona
După ce a câștigat campionatul cu Barcelona în primul sezon petrceut la echipa catalană, Belletti a început să nu mai fie prima opțiune nici la Barcelona și nici la echipa națională de fotbal a Braziliei, Oleguer Presas luându-i fața pentru postul de titular. Pe 17 mai 2006, pe Stade de France, Barcelona a disputat finala UEFA Champions League împotriva lui Arsenal. Pe postul său a fost preferat Oleguer, iar Belletti a rămas pe bancă. Managerul Frank Rijkaard l-a introdus însă pe teren și el a marcat golul de 2-1 pentru Barcelona, gol ce s-a dovedit a fi decisiv și astfel Barcelona a câștigat UEFA Champions League. Al treilea sezon la Barcelona a fost marcat de multe accidentări și competiția cu Gianluca Zambrotta s-a dovedit a fi prea grea pentru el. Belletti a jucat foarte puțin în ultimul sezon petrecut la Barcelona.

### La Chelsea
Pe 23 august 2007, Chelsea a anunțat oficial transferul lui Belletti. El a debutat în Premier League pe 2 august 2007 intrând în minutul 64 al meciului cu Portsmouth încheiat 1-0 pentru Chelsea. A debutat ca titular împotriva lui Aston Villa pe Villa Park, meci pierdut de londonezi cu 2-0. El a devenit titular incontestabil după plecarea lui Mourinho de la Chelsea, și se luptă pentru postul de titular cu Paulo Ferreira, Michael Essien și José Bosingwa. Primul său gol a fost în meciul cu Wigan Athletic pe 3 noiembrie 2007, un gol superb de la 21 de metri. Al doilea său gol cu Tottenham a fost similar cu primul dar mult mai spectaculos de la 30 de metri. Ambele au fost în Premier League. Golul lui Belletti cu Tottenham a fost votat de către fanii lui Chelsea, golul sezonului 2007-08. Poziția sa era amenințată în prezent doar de José Bosingwa. Scolari îl folosește în continuare pe Belletti ca titular pe postul de fundaș central, fundaș drapta sau mijlocaș defensiv. Șuturile sale spectaculaose de la distanță îl fac popular printre fanii lui Chelsea. Pe 31 august a înscris un gol superb împotriva lui Tottenham Hotspur. În octombrie 2008, el a înscris un gol de la 30 de m împotriva lui Middlesbrough pe Riverside. A fost al patrulea său gol în acest sezon.
Se retrage de la Fluminense după doar un an, nereușind să-și revină după o accidentare care a dus la ruptura tendonului lui Ahile.